# Kyrylo Cypun
Kyrylo Jurijovyč Cypun (in ucraino Кирило Юрійович Ципун?; Kiev, 30 luglio 1987) è un giocatore di calcio a 5 ucraino.

## Carriera
Nel 2008 Cypun ha disputato, con la nazionale maschile under 21 di calcio a 5 dell'Ucraina, al primo e unico campionato europeo di categoria, nel quale l'Ucraina ha raggiunto le semifinali. Con la Nazionale maggiore ha preso parte a due edizioni della Coppa del Mondo e a quattro campionati europei.

## Palmarès
- Campionato ucraino: 5
Uragan: 2010-11
Prodeksim: 2016-17, 2017-18, 2018-19, 2019-20
- Coppa d'Ucraina: 1
Prodeksim: 2020-21
- Supercoppa ucraina: 2
Uragan: 2011
Prodeksim: 2021